# Вау (аеропорт)
Аеропо́рт «Вау» — аеропорт у місті Вау, Південний Судан.

## Розташування
Аеропорт розташований у місті Вау, яке є центром округу Вау, штат Західний Бахр-ель-Газаль, Південний Судан. Аеропорт знаходиться на північний схід від центра міста. До центрального аеропорту країни Джуба 511 км.

## Опис
Аеропорт знаходиться на висоті 433 метрів (1 420 футів) над рівнем моря, і має одну ґрунтову злітно-посадочну смугу довжиною 1 506 метрів.

## Авіакомпанії і напрямки
Аеропорт пов'язаний регулярним авіасполученням з аеропортом Джуба. Рейси виконує авіакомпанія Авіалінії Південного Судану. Крім того літаки авіакомпанії Feeder Airlines здійснюючи рейс Хартум—Джуба робить проміжну посадку у аеропорті «Вау».